# La battaglia della Neretva
La battaglia della Neretva (in serbocroato e in sloveno: Bitka na Neretvi) è un film del 1969 diretto da Veljko Bulajić.
La pellicola è ispirata agli eventi della battaglia della Neretva. Fu candidato all'Oscar al miglior film in lingua straniera.

## Trama
Nel 1943 i tedeschi temono uno sbarco Alleato nei Balcani e quindi decidono per un massiccio attacco contro i partigiani jugoslavi. Questi prima sconfiggono una divisione italiana, poi si scontrano sul fiume Narenta, nel sud bosniaco, con gli ustascia ed i cetnici.

## Storia
La vera Battaglia della Neretva fu una battaglia della seconda guerra mondiale scatenata dai tedeschi e svoltasi tra gennaio e aprile 1943 in Erzegovina, che all'epoca faceva parte della Jugoslavia occupata dalla Germania. La battaglia fu chiamata in codice "Fall Weiss" e prese il nome dal vicino fiume Neretva. La battaglia coinvolse le truppe tedesche e italiane, i combattenti croati ustascia e i cetnici in un'operazione congiunta per eliminare i partigiani jugoslavi (guerriglieri anti-nazisti e antifascisti) dalla Jugoslavia occupata dai tedeschi. La battaglia è anche nota come "Quarta offensiva antipartigiana", "Quarta offensiva nemica" e "La battaglia per i feriti".

## Produzione
Il film venne girato integralmente nell'allora Jugoslavia e richiese 16 mesi.
Il massiccio budget di questo film venne approvato personalmente dall'allora presidente jugoslavo Josip Broz Tito. Fu la prima delle produzioni cinematografiche jugoslave della seconda guerra mondiale ad essere sponsorizzata dal governo jugoslavo e con fondi forniti da 58 compagnie statali jugoslave. Lo stesso Tito avrebbe voluto Kirk Douglas in uno dei ruoli principali.
Questo fu il film jugoslavo più costoso mai realizzato ed anche il più costoso mai realizzato nell'Europa orientale (al di fuori dell'Unione Sovietica).
Per la scena del ponte ferroviario che salta in aria il regista Veljko Bulajić voleva che la scena sembrasse più reale possibile; così a Jablanica fu costruito un vero ponte ferroviario a grandezza naturale e fatto saltare in aria, ma la scena non soddisfò il regista che fece riparare il ponte per ripetere la scena, che venne nuovamente scartata; alla fine per catturare il ponte saltato in aria, fu usato un modello in miniatura su piccola scala.
Un poster del film è stato realizzato da Pablo Picasso: lo fece perché si dichiarò grande ammiratore dei film jugoslavi. Non volle compensi in denaro ma solo una cassa dei migliori vini jugoslavi.

## Distribuzione
La prima del film avvenne a Sarajevo il 7 ottobre 1969; furono presenti anche Sophia Loren e Omar Sharif.
Per la sua distribuzione internazionale il film venne pesantemente rieditato, passando dai 175 minuti originali a 102. La colonna sonora originale del compositore locale Vladimir Kraus-Rajteric venne sostituita da una alternativa composta da Bernard Herrmann.
Nonostante il cast di attori famosi e l'enorme popolarità dei film della Seconda Guerra Mondiale al botteghino britannico, questo film non venne distribuito nelle sale cinematografiche inglesi.
In Italia venne distribuito dalla International Film Company il 3 dicembre 1969.